# Diplobatis
Diplobatis ist eine Gattung aus der Ordnung der Zitterrochenartigen (Torpediniformes), die im tropischen Westatlantik von der Südküste Floridas und dem südlichen Golf von Mexiko über die Karibik bis an die Küste von Brasilien und im östlichen Pazifik vom Golf von Kalifornien bis zur Küste von Ecuador vorkommt.

## Merkmale
Diplobatis-Arten sind sehr kleine Rochen, die bei der Geburt eine Länge von 5 bis 6 cm haben und als ausgewachsene Tiere lediglich eine Gesamtlänge von 15 bis 25 cm erreichen. Die Kopf-Rumpf-Scheibe ist annähernd kreisförmig und nur wenig breiter als lang oder nur wenig länger als breit. Das sehr lange und breite Rostrum nimmt ca. 40 bis 60 % der Schädellänge ein. Das Maul steht quer, die Labialknorpel an den Mundwinkeln sind gut entwickelt, aber in ihrer Mitte nicht verknöchert. Die Kiefer sind kräftig; der Unterkiefer ist sehr viel länger als der Oberkiefer und fest mit dem sehr dicken Hyomandibulare verbunden. Die Bauchflossen sind nicht mit der Schwanzbasis verwachsen. Die Klaspern sind nicht mit dem Innenrand der Bauchflossen verwachsen. Der Schwanz ist mittellang mit zwei Rückenflossen und einer gut entwickelten, annähernd dreieckigen Schwanzflosse. An den Schwanzseiten befinden sich schmale Hautfalten. Von allen anderen Gattungen der Familie Narcinidae unterscheidet sich Diplobatis dadurch, dass jede Nasenöffnung in zwei Öffnungen unterteilt ist, sowie in der Morphologie der Klaspern.
Sowohl morphologische als auch genetische Gemeinsamkeiten deuten darauf hin, dass Diplobatis die Schwestergattung von Narcine ist.

## Arten
Zur Gattung Diplobatis gehören vier Arten:
- Diplobatis colombiensis Fechhelm & McEachran, 1984
- Diplobatis guamachensis Martín Salazar, 1957
- Augenfleck-Zitterrochen (Diplobatis ommata (Jordan & Gilbert, 1890))
- Diplobatis pictus Palmer, 1950

## Belege
1. 1 2 3  
Janice D. Fechhelm & John D. McEachran: A revision of the electric ray genus Diplobatis with notes on the interrelationships of Narcinidae (Chondrichtyes, Torpediniformes). Bulletin of the Florida State Museum, Biological Science, 29, S. 171–209. PDF
2. ↑  
Last, P.R., White, W.T., Carvalho, M.R., Séret, B., Stehmann, M. & Naylor, G.J.P. Rays of the World. CSIRO Publishing: Melbourne. ISBN 978-0-643-10913-1, Seite 10–15.
3. ↑  Diplobatis auf Fishbase.org (englisch)